# La Naranja, Pantepec
La Naranja är en ort i Mexiko.   Den ligger i kommunen Pantepec och delstaten Chiapas, i den sydöstra delen av landet, 700 km öster om huvudstaden Mexico City. La Naranja ligger 1 451 meter över havet och antalet invånare är 277.
Terrängen runt La Naranja är bergig västerut, men österut är den kuperad. Terrängen runt La Naranja sluttar söderut. Runt La Naranja är det ganska tätbefolkat, med 52 invånare per kvadratkilometer. Närmaste större samhälle är Pueblo Nuevo Jolistahuacan, 16,2 km öster om La Naranja. I omgivningarna runt La Naranja växer huvudsakligen savannskog.